# Червенокрак пигмейски сокол
Червенокракият пигмейски сокол (Microhierax caerulescens) е вид птица от семейство Соколови (Falconidae). Видът е незастрашен от изчезване.

## Разпространение
Разпространен е в Бангладеш, Бутан, Камбоджа, Китай, Индия, Лаос, Мианмар, Непал, Тайланд и Виетнам.